# 232 (число)
232 (Дві́сті три́дцять два) — натуральне число між 231 та 233.
- 232 день в році — 20 серпня (у високосний рік 19 серпня).

## В інших галузях
- 232 рік, 232 до н. е.
- В Юнікоді 00E816 — код для символу «e» (Latin Small Letter E With Grave).
- NGC 232 — спіральна галактика з перемичкою (SBa) в сузір'ї Кит.